# Río Samburiel
El río Samburiel, también conocido como río San Muriel o río Navacerrada, es uno de los principales afluentes del Manzanares, tributario, a su vez, del Jarama y este del Tajo. Recorre la zona noroeste de la Comunidad de Madrid (España), por terrenos incluidos dentro del Parque Regional de la Cuenca Alta del Manzanares. Antiguamente, en una de sus versiones transcritas, se denominaba "río Samuril", según consta en un plano de 1724, conservado en la Biblioteca Nacional.
A pesar de su escasa relevancia geográfica y fuerte estiaje, esta corriente fluvial forma el embalse de Navacerrada, uno de los más importantes de la cuenca del Manzanares, que se encuentra en servicio desde 1969. El pantano tiene una capacidad de 11 hm³ y una superficie de 93 hectáreas. 
En su desembocadura, también surte de aguas al embalse de Santillana, construido sobre el Manzanares, que puede almacenar hasta 91 hm³.

## Curso
El río nace en el Alto de las Guarramillas, cerca del pico de La Maliciosa (2227 m), en la vertiente meridional de la Sierra de Guadarrama, donde forma un empinado canal, conocido como Garganta del Infierno, por el que discurre con el nombre de arroyo de Peña Cabrita. En su tramo alto, sigue, de forma muy ajustada, la dirección norte-sur.

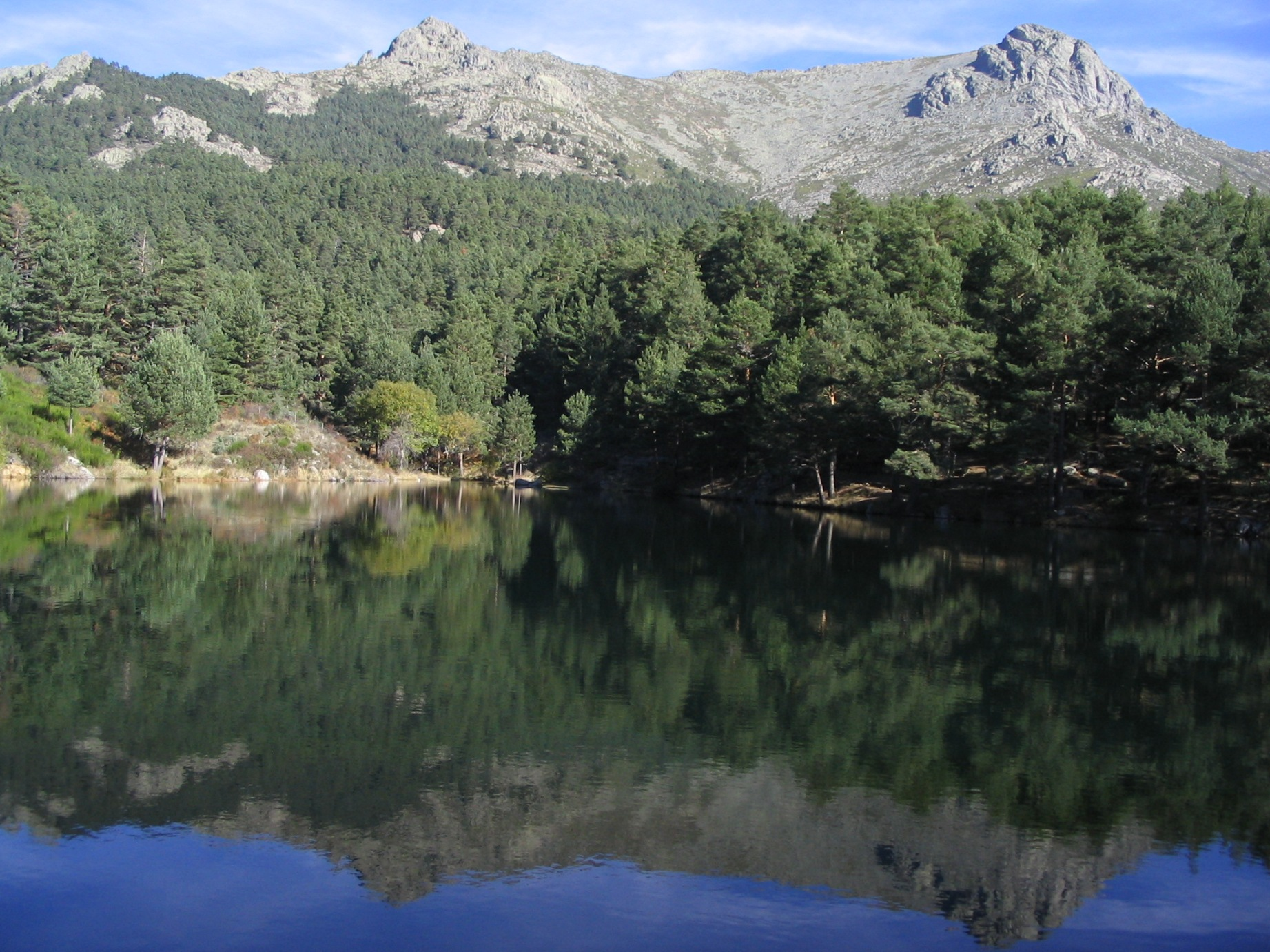
Embalse del río Samburiel en el Valle de la Barranca, en su curso alto.

Atraviesa después el Valle de la Barranca, donde es retenido en dos pequeñas presas, la del embalse del Ejército del Aire y a continuación en la del embalse del Pueblo de Navacerrada. Se trata de uno de los parajes más emblemáticos del Parque Regional de la Cuenca Alta del Manzanares, espacio natural protegido constituido en 1985. En esta zona es designado como río Navacerrada.

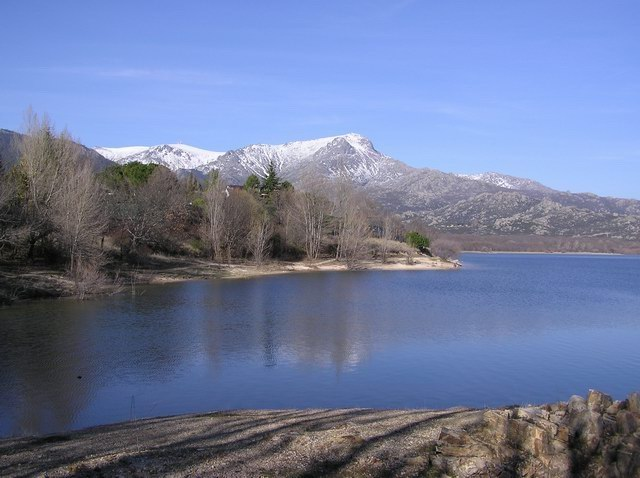
El río es contenido en el embalse de Navacerrada, que también recibe las aguas del arroyo de Matasalgado mediante un canal artificial.

Pasa luego junto al casco urbano del pueblo de Navacerrada, a cuyos pies es contenido en el embalse del mismo nombre, que también recibe las aguas del pantano de Navalmedio, por medio de un canal de trasvase. Este último está formado por el arroyo de Matasalgado, que da origen posteriormente al río Guadarrama.
Salvada la presa, el río abandona la vertical norte-sur y toma rumbo suroeste. Surca el casco urbano de Becerril de la Sierra y entra en el término de El Boalo, Cerceda y Matalpino, a través de Cerceda, núcleo de población perteneciente a este último municipio. A partir de aquí, se le empieza a conocer como río Samburiel o San Muriel. 
Pasado Cerceda, gira hacia el noreste, dirección que mantiene hasta su desembocadura. Da nombre a las urbanizaciones de San Muriel de Cerceda y San Muriel Bomán y se encamina hacia el casco urbano de El Boalo. 

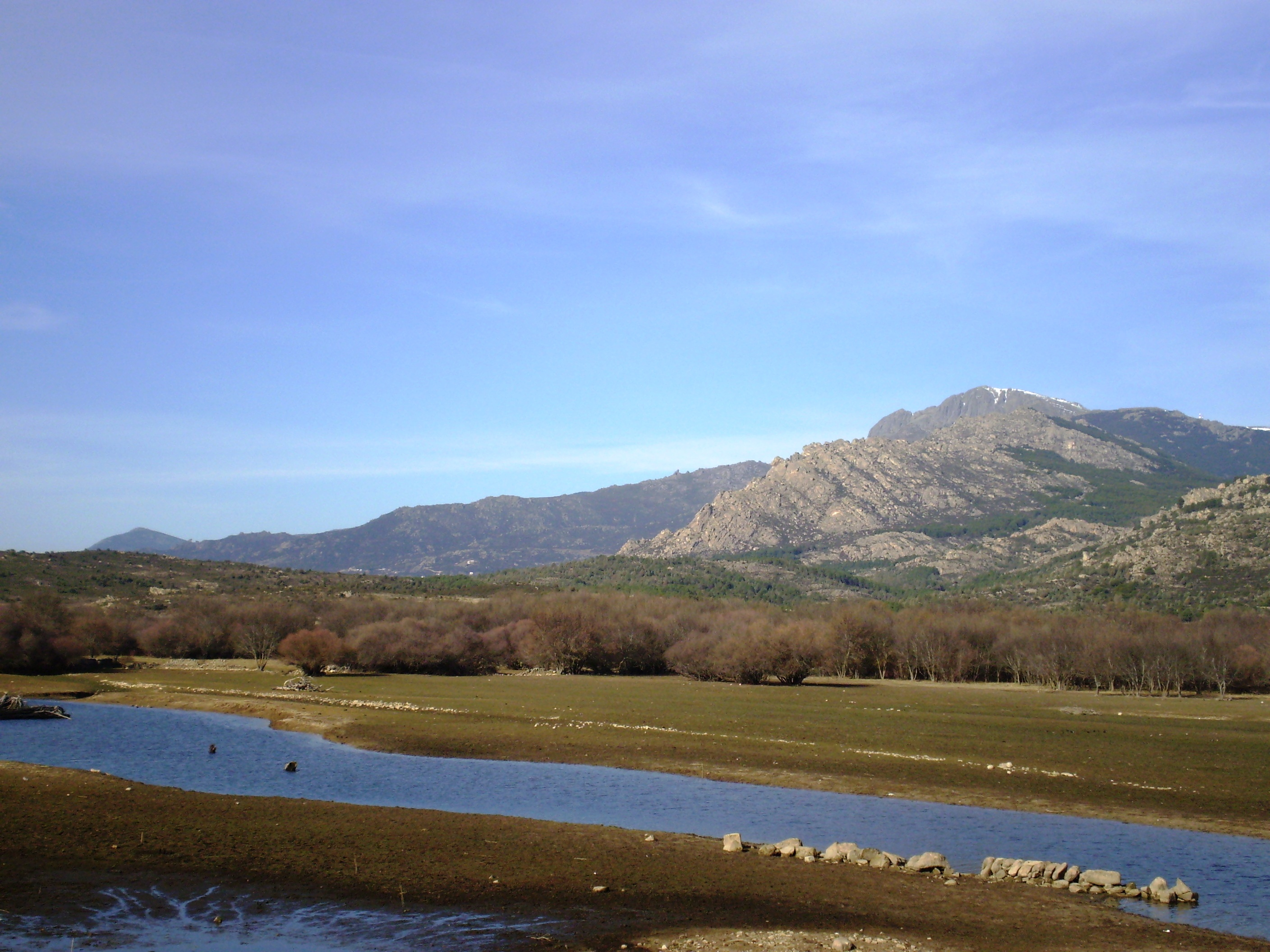
El río, nuevamente retenido, cerca del embalse de Santillana (Manzanares el Real), donde desemboca.

Se dirige finalmente al embalse de Santillana, donde tributa en el río Manzanares, en el término de Manzanares el Real, cerca del cementerio de esta localidad madrileña.
Entre sus principales afluentes, figuran los arroyos Regajo de los Mares y Grande, que vierten en el Samburiel en su tramo alto.

## Curiosidades
- La tradición sitúa en el valle que el río forma cerca de El Boalo la acción de una de las célebres serranillas del Marqués de Santillana (1398-1458):

Descendiendo Yelmo ayuso,

contra Bóvalo tirando,

en ese valle de suso,

vi serrana estar cantando.

El Yelmo correspondería al famoso risco de La Pedriza y Bóvalo al actual municipio de El Boalo.
- Diferentes excavaciones arqueológicas realizadas a principios del siglo XXI han puesto al descubierto un túmulo de enterramiento neolítico, en las riberas del río Samburiel. Se encuentra en las cercanías de la localidad de El Boalo.[2]